# Polcon
Polcon là hội nghị truyện khoa học viễn tưởng lâu đời nhất của Ba Lan, được tổ chức mỗi năm một lần ở một nơi khác nhau bởi câu lạc bộ truyện khoa học viễn tưởng của chính địa phương đó. Giải thưởng Janusz A. Zajdel được trao trong hội nghị này. Hội nghị Polcon đầu tiên được tổ chức vào năm 1985 tại Błażejewko, lân cận Poznań.

## Danh sách nơi tổ chức Polcon
Địa điểm tổ chức hội nghị Polcon tiếp theo được chọn trước hai năm, trong thời gian hội nghị đang diễn ra. Ví dụ, địa điểm tổ chức Polcon 2016 (Wrocław) đã được chọn trong Polcon 2014 (Bielsko-Biała).
2018 - Toruń
2017 - Lublin
2016 - Wrocław
2015 - Poznań
2014 - Bielsko-Biała
2013 - Warsaw
2012 - Wrocław
2011 - Poznań
2010 - Cieszyn và Český Těšín, với Eurocon và Parcon
2009 - Łódź
2008 - Zielona Góra
2007 - Warsaw
2006 - Lublin
2005 - Błażejewko, lân cận Poznań
2004 - Zielona Góra
2003 - Elbląg
2002 - Cracow
2001 - Katowice
2000 - Gdynia
1999 - Warszawa
1998 - Białystok
1997 - Katowice
1996 - không được tổ chức
1995 - Jastrzębia Góra
1994 - Lublin
1993 - Waplewo
1992 - Białystok
1991 - Kraków
1990 - Waplewo
1989 - Gdańsk
1988 - Katowice
1987 - Warsaw
1986 - Katowice
1985 - Błażejewko, lân cận Poznań

## Nơi tổ chức Polcon tiếp theo
2019 - Białystok